# Мануел де Педроло
Мануел де Педроло и Молина (на каталонски: Manuel de Pedrolo i Molina) е каталонски писател и преводач.
Роден е на 1 април 1918 година в Араньо (днес част от Планс де Сио) в обедняло благородническо семейство. След Гражданската война се установява в Барселона, където започва да публикува в различни жанрове (смятат го за най-плодовития и най-цензурирания каталонски автор). Автор е на 72 романа, много от тях детективски, а най-голяма известност му донася научнофантастичния юношески „Хроника на второто начало“ („Mecanoscrit del segon origen“, 1974).
Мануел де Педроло умира на 26 юни 1990 година в Барселона.